# Lijst van burgemeesters van Wieringerwaard
Dit is een lijst van burgemeesters van de voormalige Nederlandse gemeente Wieringerwaard tot die gemeente in 1970 opging in de gemeente Barsingerhorn.
| Ambtsperiode | Naam burgemeester                | Partij of stroming | Bijzonderheden                                                                          |
| ------------ | -------------------------------- | ------------------ | --------------------------------------------------------------------------------------- |
| 1825 - 1871  | Dirk (D.) Kaan Az.               |                    |                                                                                         |
| 1871 - 1875  | jhr. mr. Pieter (P.) van Foreest | liberaal           |                                                                                         |
| 1875 - 1905  | Cornelis Rezelman Dz.            |                    |                                                                                         |
| 1905 - 1917  | K. Koster Hz.                    |                    |                                                                                         |
| 1917 - 1935  | Cornelis (C.) Haringhuizen       | Plattelandspartij  |                                                                                         |
| 1935 - 1945  | Daan (D.) Kaan                   | NSB                |                                                                                         |
| 1946 - 1961  | Floris (F.) Kloeke               | VVD                | later burgemeester van Beemster                                                         |
| 1962 - 1970  | Leonardus (L.) Hartman           | PvdA               | tevens burgemeester van Barsingerhorn (1966-1982) waar Wieringerwaard in 1970 in opging |